# Martin Braithwaite
Martin Christensen Braithwaite, född 5 juni 1991, är en dansk fotbollsspelare (anfallare) som spelar för Grêmio. Han har även representerat Danmarks landslag.

## Karriär
Den 31 januari 2018 lånades Braithwaite ut till Bordeaux över resten av säsongen 2017/2018. I januari 2019 lånades Braithwaite ut till spanska Leganés på ett låneavtal över resten av säsongen 2018/2019. Den 24 juli 2019 skrev han på ett fyraårskontrakt med Leganés.
I februari 2020 värvades Braithwaite av Barcelona, där han skrev på ett 4,5-årskontrakt. Barcelona fick dispens att värva Braithwaite trots att övergångsfönstret var stängt då Barcelonas stjärnspelare Ousmane Dembele blev skadad strax efter att sommarövergångsfönstret stängt.
Den 1 september 2022 värvades Braithwaite på fri transfer av Espanyol, där han skrev på ett treårskontrakt.